# Заячье (Джанкойский район)
Заячье (до 1948 года Тау́к; укр. Заяче, крымскотат. Tavuq, Тавукъ) — бывший посёлок в Джанкойском районе Республики Крым, располагавшийся на севере района, в степной части Крыма, примерно в 4 км к западу от современного села Рюмшино, на северном берегу безымянного пересыхающего солёного озера (солончака).

## История
Первое документальное упоминание села встречается в Камеральном Описании Крыма… 1784 года, судя по которому, в последний период Крымского ханства Тавук входил в Сакал кадылык Перекопского каймаканства.
После присоединения Крыма к России (8) 19 апреля 1783 года, (8) 19 февраля 1784 года, именным указом Екатерины II сенату, на территории бывшего Крымского Ханства была образована Таврическая область и деревня была приписана к Перекопскому уезду. После Павловских реформ, с 1796 по 1802 год, входила в Перекопский уезд Новороссийской губернии. По новому административному делению, после создания 8 (20) октября 1802 года Таврической губернии, Таук был включён в состав Джанайской волости Перекопского уезда.
По Ведомости о всех селениях в Перекопском уезде состоящих с показанием в которой волости сколько числом дворов и душ… от 21 октября 1805 года в деревне Тавука числилось 16 дворов, 106 крымских татар, 10 ясыров и 8 цыган. На военно-топографической карте генерал-майора Мухина 1817 года деревня Таук обозначена с 15 дворами. После реформы волостного деления 1829 года деревня, согласно «Ведомости о казённых волостях Таврической губернии 1829 года», осталась в составе Джанайской волости. На карте 1836 года в деревне 12 дворов, а на карте 1842 года Таук обозначен условным знаком «малая деревня», то есть, менее 5 дворов — видимо, вследствие эмиграции крымских татар в Турцию, деревня опустела и в доступных источниках второй половины XIX века не встречается.
Вновь поселение упоминается в «…Памятной книжке Таврической губернии на 1900 год», согласно которой в Тауке Богемской волости числилось 118 жителей в 16 дворах. По Статистическому справочнику Таврической губернии. Ч.II-я. Статистический очерк, выпуск пятый Перекопский уезд, 1915 год, на хуторе Таук (наследников Короткого) Богемской волости Перекопского уезда числился 1 двор с населением в количестве 10 человек приписных жителей и 2 «посторонних», без указания национальностей, из которых 8 мужчин и 4 женщин. При хуторе числилось 750 десятин удобной земли и 750 десятин неудобий. В хозяйствах имелось 60 лошадей, 30 волов, 3 коровы и 700 голов мелкого скота.
После установления в Крыму Советской власти, по постановлению Крымревкома от 8 января 1921 года № 206 «Об изменении административных границ» была упразднена волостная система и в составе Джанкойского уезда был создан Джанкойский район. В 1922 году уезды преобразовали в округа. На карте Крымского статистического управления 1922 года обозначены — хутор Карач-Барач и, рядом, хутор Карач, более не встречающийся. 11 октября 1923 года, согласно постановлению ВЦИК, в административное деление Крымской АССР были внесены изменения, в результате которых округа были ликвидированы, основной административной единицей стал Джанкойский район и село включили в его состав. Согласно Списку населённых пунктов Крымской АССР по Всесоюзной переписи 17 декабря 1926 года, в селе Таук, в составе упразднённого к 1940 году Тереклынского сельсовета Джанкойского района, числилось 13 дворов, все крестьянские, население составляло 66 человек, из них 62 русских, 1 украинец, 1 немец.
В 1944 году, после освобождения Крыма от фашистов, 12 августа 1944 года было принято постановление № ГОКО-6372с «О переселении колхозников в районы Крыма» и в сентябре 1944 года в район приехали первые новоселы (27 семей) из Каменец-Подольской и Киевской областей, а в начале 1950-х годов последовала вторая волна переселенцев из различных областей Украины. С 25 июня 1946 года селение в составе Крымской области РСФСР. Указом Президиума Верховного Совета РСФСР от 18 мая 1948 года, Таук переименовали в Озерки, согласно же справочнику «Крымская область. Административно-территориальное деление на 1 января 1968 года», в период с 1954 по 1968 годы посёлок Тоук переименован в Заячье, что, видимо, ошибка и в Заячье прерименовали Озерки. 26 апреля 1954 года Крымская область была передана из состава РСФСР в состав УССР. На 1960 года в «Справочнике административно-территориального деления Крымской области на 15 июня 1960 года» Заячье уже значилось в составе Целинного сельсовета, ликвидировано к 1968 году (согласно справочнику «Крымская область. Административно-территориальное деление на 1 января 1968 года» — в период с 1954 по 1968 годы).